# Annaberg-Lungötz
Annaberg-Lungötz is een gemeente in de Oostenrijkse deelstaat Salzburger Land, en maakt deel uit van het district Hallein.
Annaberg-Lungötz telt 2288 inwoners.

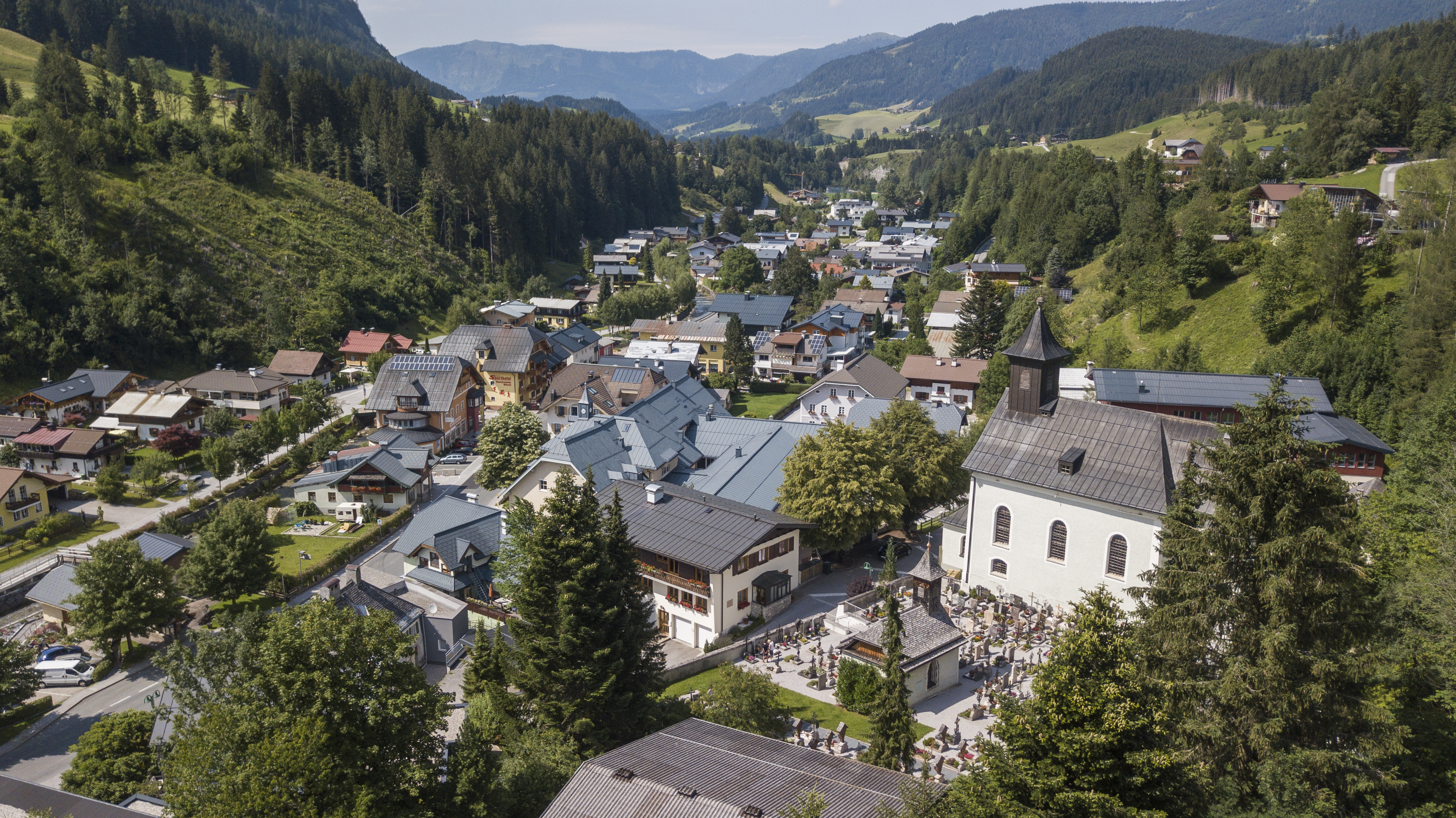
Annaberg-Lungötz

## Geboren
- Marcel Hirscher (1989), Oostenrijks-Nederlands alpineskiër

Abtenau ·
Adnet ·
Annaberg-Lungötz ·
Bad Vigaun ·
Golling ·
Hallein ·
Krispl ·
Kuchl ·
Oberalm ·
Puch ·
Rußbach ·
St. Koloman ·
Scheffau
- Gemeinsame Normdatei: 4997266-2
- Virtual International Authority File: 235700935